# Dasna
Dasna es  un pueblo y  nagar Panchayat situado en el distrito de Ghaziabad en el estado de Uttar Pradesh (India). Su población es de 34914 habitantes (2011). 

## Demografía
Según el censo de 2011 la población de Dasna era de 34914 habitantes, de los cuales 18281 eran hombres y 16633 eran mujeres. Dasna tiene una tasa media de alfabetización del 66,98%, inferior a la media estatal del 67,68%: la alfabetización masculina es del 76,46%, y la alfabetización femenina del 56,51%.